# Justin Credible
Peter Joseph Polaco (Waterbury, 16 ottobre 1973) è un ex wrestler statunitense.
È noto per le sue apparizioni nella Extreme Championship Wrestling con lo pseudonimo Justin Credible. È stato anche parte della "Kliq", un gruppo di lottatori molto influenti nel backstage della World Wrestling Federation, composto da Kevin Nash, Scott Hall, Triple H, Shawn Michaels e Sean Waltman (X-Pac). Insieme a Lance Storm (che lo allenò in Canada nell'Hart Dungeon di Stu Hart insieme a quest'ultimo) formò un tag team di notevole successo in ECW, conosciuto come Impact Players.
Iniziò in WWF come jobber e lì rimase fino al 1997 quando passò all'Extreme Chamionship Wrestling, dove rimase fino al 2001. Poi ritornò in WWF durante la faida Alliance vs Team WWF. Dal 2007, Credible combatte nei circuiti indipendenti e fece anche un'apparizione alla TNA contro Raven al ppv Genesis perdendo. Credible tornò ancora una volta in WWE dove rimase per pochissimo tempo nel roster della ECW. Nel 2010 ha partecipato ad Hardcore Justice perdendo contro Steven Richards.

## Personaggio

### Mosse finali
- 187! (Spinning implant DDT)
- InCredible Kick (Superkick)
- That's Incredible! (Jumping or spinning kneeling reverse piledriver)

### Soprannomi
- "The Portuguese Man-O-War"

### Manager
- Jason Knight
- Dawn Marie
- Francine

### Musiche d'ingresso
- "Snap Your Fingers, Snap Your Neck" dei Prong (ECW; 1997-1998)
- "Snap Your Fingers, Snap Your Neck" dei Grinspoon (ECW; 1998-2001)
- "What 'Chu Lookin' At?" degli Uncle Kracker (WWF; usata come membro della X-Factor; 2001)
- "Snap This" di Dale Oliver (TNA)
- "Surfette's Debut" di Jim Johnston (WWE; 2002-2008)

## Titoli e riconoscimenti
Big Time Wrestling
- BTW Heavyweight Championship (1)

Impact Championship Wrestling
- ICW Heavyweight Championship (1)

New England Wrestling Association
- NEWA Tag Team Championship (1 - con Garfield Quinn)

Premier Wrestling Federation
- PWF Universal Heavyweight Championship (2)

Pro-Pain Pro Wrestling
- 3PW Heavyweight Championship (1)

Renegade Wrestling Federation
- RWF Heavyweight Championship (1)

Texas Wrestling Academy
- TWA Heavyweight Championship (1)

Top Rope Promotions
- TRP Heavyweight Championship (1)

No Show Champion X 2
- PHW Heavyweight Championship (1)

Extreme Championship Wrestling
- ECW Championship (1)
- ECW World Tag Team Championship (2 - con Lance Storm)

Pro Wrestling Illustrated
- 6º tra i 500 migliori wrestler singoli su PWI 500 (2000)

World Wrestling Federation/Entertainment
- WWF/E Hardcore Championship (8)